# Ho Wan Chow
Ho Wan Chow (周浩雲T, 周浩云S, Zhōu HàoyúnP; Hong Kong, 15 aprile 1982) è un pilota motociclistico cinese.

## Carriera
Per quanto riguarda le competizioni del motomondiale, il suo esordio risale al Gran Premio motociclistico della Cina 2005, dove ha usufruito di una wild card per parteciparvi, nella classe 125 con una Honda; la stessa cosa si è ripetuta l'anno successivo quando la pattuglia di piloti cinesi nel gran premio di casa fu di sei unità.
Nelle stagioni 2007 e 2008 ha avuto poi l'occasione di prendere la partenza in altri 3 gran premi nella classe 250 alla guida di una Aprilia, ma sempre senza ottenere punti validi per la classifica iridata. Nel 2008 ha anche mancato la qualificazione in altre tre occasioni.
Al di là delle partecipazioni al mondiale ha gareggiato soprattutto nelle competizioni nazionali cinesi dove ha ottenuto il titolo nazionale nel campionato destinato alle Supersport, alla guida di una Yamaha YZF-R6 nel 2008.

## Risultati nel motomondiale
| 2005 | Classe | Moto  |  |  |    |  |  |  |  |    |  |  |  |  |  |  |  |  |  |  | Punti | Pos. |
| ---- | ------ | ----- |  |  | -- |  |  |  |  | -- |  |  |  |  |  |  |  |  |  |  | ----- | ---- |
| 2005 | 125    | Honda |  |  | 31 |  |  |  |  | NE |  |  |  |  |  |  |  |  |  |  | 0     |      |

| 2006 | Classe | Moto  |  |  |  |    |  |  |  |  |  |  |    |  |  |  |  |  |  |  | Punti | Pos. |
| ---- | ------ | ----- |  |  |  | -- |  |  |  |  |  |  | -- |  |  |  |  |  |  |  | ----- | ---- |
| 2006 | 125    | Honda |  |  |  | SQ |  |  |  |  |  |  | NE |  |  |  |  |  |  |  | 0     |      |

| 2007 | Classe | Moto    |  |  |  |  |  |  |  |  |  |  |    |    |  |    |  |     |  |  | Punti | Pos. |
| ---- | ------ | ------- |  |  |  |  |  |  |  |  |  |  | -- | -- |  | -- |  | --- |  |  | ----- | ---- |
| 2007 | 250    | Aprilia |  |  |  |  |  |  |  |  |  |  | NE | NQ |  | 17 |  | Rit |  |  | 0     |      |

| 2008 | Classe | Moto    |  |  |     |  |    |  |  |  |  |    |    |  |  |  |  |    |  |  | Punti | Pos. |
| ---- | ------ | ------- |  |  | --- |  | -- |  |  |  |  | -- | -- |  |  |  |  | -- |  |  | ----- | ---- |
| 2008 | 250    | Aprilia |  |  | Rit |  | NQ |  |  |  |  | NQ | NE |  |  |  |  | NQ |  |  | 0     |      |

| Legenda | 1º posto        | 2º posto            | 3º posto            | A punti      | Senza punti        | Grassetto – Pole position Corsivo – Giro più veloce |
| Legenda | Gara non valida | Non qual./Non part. | Ritirato/Non class. | Squalificato | '-' Dato non disp. | Grassetto – Pole position Corsivo – Giro più veloce |